# Leposoma ferreirai
Leposoma ferreirai är en ödleart som beskrevs av  Rodrigues och AVILA-PIRES 2005. Leposoma ferreirai ingår i släktet Leposoma och familjen Gymnophthalmidae. Inga underarter finns listade i Catalogue of Life.